# Christabel Pankhurstová
Christabel Pankhurstová (22. září 1880 – 13. února, 1958) byla nejstarší a nejoblíbenější dcera Emmeline Pankhurstové, která společně s ní vedla feministickou organizaci WSPU. Na podzim roku 1905 se dostala na první stránky britského tisku díky tomu, že byla poslána do vězení za neodbytnost, se kterou požadovala po liberálním politikovi odpověď na to, jestli jeho vláda dá ženám volební právo.
Poté, co roku 1906 ukončila studium práva v Manchesteru, se přestěhovala do Londýna, kde společně s matkou vedla organizaci WSPU. Po zatčení vedení WSPU na jaře 1912 uprchla do Paříže, odkud s pomocí Annie Kenneyové, která fungovala jako spojka, řídila organizaci. Po vypuknutí druhé světové války se odstěhovala do Spojených států, kde žila až do své smrti v Kalifornii.